# Joan Sobrepera i Desplà
Joan Sobrepera i Desplà   (Sabadell, abril 1936 - Sabadell, 28 de juliol de 1966), conegut com a Tiger, fou un pilot català de motociclisme i d'automobilisme, especialitzat en pujades de muntanya i curses motociclistes de resistència. En aquesta darrera disciplina fou Campió d'Espanya el 1960), així com en ral·lis. Tiger és recordat per haver descobert Ramon Torras, amb qui l'unia una gran amistat. De fet, fou ell qui el va recomanar a l'amo de Bultaco, Francesc Xavier Bultó, perquè el fitxés quan Torras era encara un desconegut.
Un cop passat a l'automobilisme, disputà ral·lis amb un BMW fins que es morí de malaltia el 1966, tot just un any més tard que el seu amic Ramon Torras. Deixava muller i tres fills.

## L'amistat amb Ramon Torras
Joan Sobrepera tenia un taller de motocicletes i servei oficial de Bultaco a Sabadell, on va entrar a treballar un jove aprenent que nomia Ramon Torras. Cap a final dels anys cinquanta, havia vist la vàlua com a pilot del seu jove treballador, Sobrepera l'introduí en curses de motocròs. Més tard, quan Torras acabava de fer els divuit anys, li va deixar la seva Bultaco Tralla 101 perquè agafés experiència en curses de velocitat, en categoria Sport.
Aviat, Torras va rectificar una Ducson a 75 cc i hi obtingué victòries en curses locals i nacionals. Un dels seus èxits més recordats amb aquella Ducson l'aconseguí a la pujada de muntanya a Santa Creu d'Olorda, disputada sota la pluja, en què quedà a un sol segon del guanyador absolut: Tiger, qui corria amb una Bultaco 175 semi-oficial. Anys a venir, en la seva característica clau d'humor, Sobrepera presumia: «Em sento orgullós d'haver guanyat Torras per un segon».

## Trajectòria

### Motociclisme
Després d'anys de competir en curses diverses, Sobrepera va guanyar un primer títol el 1960, en què fou Campió d'Espanya de Resistència juntament amb Francesc Valera, Bambi, en guanyar les 24 Hores de Montjuïc en categoria 125 cc. Van acabar vuitens a la general. Aquell mateix any, fou vuitè al premi RMCC per a motocicletes Sport Nacional.
El 1961 fou sisè absolut a les 24 Hores de Montjuïc i segon de classe, i va quedar doncs subcampió d'Espanya, aquest cop formant equip amb el valencià José Medrano. Aquell mateix any va guanyar la III pujada a Santa Creu d'Olorda, amb la Bultaco 175 cc.
El 1962 canvià la seva marca de sempre, Bultaco, per Montesa, després d'haver tancat el seu taller de Sabadell. Llavors ja havia obtingut que Ramon Torras entrés a Bultaco com a aspirant a pilot oficial. Amb Montesa no pogué repetir els seus èxits anteriors a les 24 Hores de Montjuïc: el 1962 va abandonar per problemes mecànics a la seva 175 cc mentre hi participava amb Oriol Regàs, i el mateix li passà el 1963 (amb Ramon Millet) i el 1964 (amb l'Ernest Millet Foca).

### Automobilisme
El 1964 es va iniciar en automobilisme, tot disputant proves pel Principat amb un BMW 700, com ara el II Trofeu Joan Jover, al Circuit de Montjuïc, arribant a anar segon de la seva categoria abans de patir un accident. Aquell mateix any competí al V Ral·li de les dues Catalunyes, mentre el 1965 ho feu a Ral·li RACE i al III Trofeu Joan Jover, amb un Alfa Romeo Giulia TI 1,6 I.
Amb motiu de la seva mort al juliol de 1966, en una cursa celebrada el 4 de setembre d'aquell any se'l va honorar amb un minut de silenci, compartit amb Pere Bernaus, mort l'anterior 10 de juliol a les 24 Hores de Montjuïc. El 1968 es va organitzar el I Ral·li de la Llana, anomenat també en memòria seva «I Trofeu Joan Sobrepera».